# Giải vô địch bóng đá trẻ thế giới 2001
Giải vô địch bóng đá trẻ thế giới 2001 tổ chức tại Argentina từ ngày 17 tháng 6 đến ngày 8 tháng 7 năm 2001. Mùa giải năm 2001 là giải đấu lần thứ 13 được tổ chức. Giải đấu diễn ra tại sáu thành phố: Buenos Aires, Córdoba, Mendoza, Rosario, Salta và Mar del Plata. Chiếc giày vàng đã được trao cho Javier Saviola của Argentina, người đã ghi được 11 bàn thắng.

## Vòng loại
24 đội sau đây đủ điều kiện tham dự Giải vô địch trẻ thế giới 2001. Argentina tự động đủ điều kiện với tư cách là chủ nhà.
| Liên đoàn                         | Giải đấu loại                                 | Các đội tuyển vượt qua vòng loại                           |
| --------------------------------- | --------------------------------------------- | ---------------------------------------------------------- |
| AFC (châu Á)                      | Giải vô địch bóng đá trẻ châu Á 2000          | Trung Quốc · Iran · Iraq · Nhật Bản                        |
| CAF (châu Phi)                    | Giải vô địch bóng đá trẻ châu Phi 2001        | Angola1 · Ai Cập · Ethiopia1 · Ghana                       |
| CONCACAF (Bắc, Trung Mỹ & Caribe) | Giải vô địch bóng đá U-20 CONCACAF 2001       | Canada · Costa Rica · Jamaica1 · Hoa Kỳ                    |
| CONMEBOL (Nam Mỹ)                 | Chủ nhà                                       | Argentina                                                  |
| CONMEBOL (Nam Mỹ)                 | Giải vô địch bóng đá trẻ Nam Mỹ 2001          | Brasil · Chile · Ecuador1 · Paraguay                       |
| OFC (châu Đại Dương)              | Giải vô địch bóng đá U-20 châu Đại Dương 2001 | Úc                                                         |
| UEFA (châu Âu)                    | Giải vô địch bóng đá U-18 châu Âu 2000        | Cộng hòa Séc2 · Phần Lan1 · Pháp · Đức · Hà Lan · Ukraina1 |

1.^ Các đội lần đầu tiên tham dự
2.^ Cộng hòa Séc lần đầu tiên tham dự với tư cách là quốc gia độc lập và được chọn là hậu duệ của Tiệp Khắc, đội đã tham dự các mùa giải năm 1983 và 1989, hiện đã không còn tồn tại.

## Địa điểm
| Buenos Aires                          | Buenos AiresCórdobaMendozaSaltaMar del PlataRosario | Córdoba                               |
| ------------------------------------- | --------------------------------------------------- | ------------------------------------- |
| Sân vận động José Amalfitani          | Buenos AiresCórdobaMendozaSaltaMar del PlataRosario | Sân vận động Olympic Chateau Carreras |
| Sức chứa: 49,540                      | Buenos AiresCórdobaMendozaSaltaMar del PlataRosario | Sức chứa: 57,000                      |
|                                       | Buenos AiresCórdobaMendozaSaltaMar del PlataRosario |                                       |
| Mendoza                               | Buenos AiresCórdobaMendozaSaltaMar del PlataRosario | Rosario                               |
| Sân vận động Malvinas Argentinas      | Buenos AiresCórdobaMendozaSaltaMar del PlataRosario | Sân vận động Newell's Old Boys        |
| Sức chứa: 40,268                      | Buenos AiresCórdobaMendozaSaltaMar del PlataRosario | Sức chứa: 42,000                      |
|                                       | Buenos AiresCórdobaMendozaSaltaMar del PlataRosario |                                       |
| Salta                                 | Buenos AiresCórdobaMendozaSaltaMar del PlataRosario | Mar del Plata                         |
| Sân vận động Padre Ernesto Martearena | Buenos AiresCórdobaMendozaSaltaMar del PlataRosario | Sân vận động José María Minella       |
| Sức chứa: 20,408                      | Buenos AiresCórdobaMendozaSaltaMar del PlataRosario | Sức chứa: 35,354                      |
|                                       | Buenos AiresCórdobaMendozaSaltaMar del PlataRosario |                                       |

## Linh vật
Linh vật chính thức của Giải vô địch bóng đá trẻ thế giới 2001 là một chú chim Rhea tên là Ñandy, được tạo ra bởi họa sĩ minh họa người Argentina Conrado Giusti https://tuchogiusti.wordpress.com/ilustracion/

## Tài trợ

### Đối tác của FIFA
- Adidas
- Fujifilm
- JVC
- Avaya
- Coca-Cola
- Budweiser
- McDonald's
- Toshiba
- Hyundai
- MasterCard

### Hỗ trợ tổ chức
- FIFA.com
- FIFA Fair Play

### Đối tác địa phương của Argentina
- Movicom
- Televisión Cable Color

## Vòng bảng
Tất cả các trận đấu diễn ra theo giờ chuẩn Argentina: (UTC−03:00)

### Bảng A
| VT | Đội           | ST | T | H | B | BT | BB | HS  | Đ | Giành quyền tham dự     |
| -- | ------------- | -- | - | - | - | -- | -- | --- | - | ----------------------- |
| 1  | Argentina (H) | 3  | 3 | 0 | 0 | 14 | 2  | +12 | 9 | Vòng đấu loại trực tiếp |
| 2  | Ai Cập        | 3  | 1 | 1 | 1 | 3  | 8  | −5  | 4 | Vòng đấu loại trực tiếp |
| 3  | Phần Lan      | 3  | 1 | 0 | 2 | 2  | 4  | −2  | 3 |                         |
| 4  | Jamaica       | 3  | 0 | 1 | 2 | 1  | 6  | −5  | 1 |                         |

| Argentina                        | 2–0        | Phần Lan |
| -------------------------------- | ---------- | -------- |
| Rodríguez 38' · D'Alessandro 67' | (Chi tiết) |          |

| Ai Cập | 0–0        | Jamaica |
| ------ | ---------- | ------- |
|        | (Chi tiết) |         |

| Jamaica | 0–1        | Phần Lan     |
| ------- | ---------- | ------------ |
|         | (Chi tiết) | Väyrynen 87' |

| Ai Cập       | 1–7        | Argentina                                                                                      |
| ------------ | ---------- | ---------------------------------------------------------------------------------------------- |
| El Yamani 5' | (Chi tiết) | Saviola 7', 15', 44' (ph.đ.) · Coloccini 20' · Romagnoli 55' · Rodríguez 64' · Amin 67' (l.n.) |

| Argentina                                                 | 5–1        | Jamaica     |
| --------------------------------------------------------- | ---------- | ----------- |
| Coloccini 3' · Saviola 7', 86' (ph.đ.) · Herrera 14', 38' | (Chi tiết) | Dawkins 78' |

| Phần Lan    | 1–2        | Ai Cập               |
| ----------- | ---------- | -------------------- |
| Sjölund 74' | (Chi tiết) | Hamza 10' · Riad 62' |

### Bảng B
| VT | Đội    | ST | T | H | B | BT | BB | HS | Đ | Giành quyền tham dự     |
| -- | ------ | -- | - | - | - | -- | -- | -- | - | ----------------------- |
| 1  | Brasil | 3  | 3 | 0 | 0 | 10 | 1  | +9 | 9 | Vòng đấu loại trực tiếp |
| 2  | Đức    | 3  | 2 | 0 | 1 | 7  | 3  | +4 | 6 | Vòng đấu loại trực tiếp |
| 3  | Iraq   | 3  | 1 | 0 | 2 | 5  | 9  | −4 | 3 |                         |
| 4  | Canada | 3  | 0 | 0 | 3 | 0  | 9  | −9 | 0 |                         |

| Brasil         | 2–0        | Đức |
| -------------- | ---------- | --- |
| Robert 9', 11' | (Chi tiết) |     |

| Iraq                                      | 3–0        | Canada |
| ----------------------------------------- | ---------- | ------ |
| Mohammed 21' · Siamand 33' · Hantoush 43' | (Chi tiết) |        |

| Canada | 0–4        | Đức                             |
| ------ | ---------- | ------------------------------- |
|        | (Chi tiết) | Auer 18', 67', 70' · Preuss 83' |

| Iraq         | 1–6        | Brasil                                                               |
| ------------ | ---------- | -------------------------------------------------------------------- |
| Mohammed 82' | (Chi tiết) | Fernando 8' (ph.đ.) · Pinga 13' · Robert 27', 72' · Adriano 29', 45' |

| Brasil                   | 2–0        | Canada |
| ------------------------ | ---------- | ------ |
| Adriano 21' · Robert 65' | (Chi tiết) |        |

| Đức                                       | 3–1        | Iraq                   |
| ----------------------------------------- | ---------- | ---------------------- |
| Preuss 40' · Munaim 60' (l.n.) · Auer 65' | (Chi tiết) | Lapaczinski 37' (l.n.) |

### Bảng C
| VT | Đội        | ST | T | H | B | BT | BB | HS | Đ | Giành quyền tham dự     |
| -- | ---------- | -- | - | - | - | -- | -- | -- | - | ----------------------- |
| 1  | Ukraina    | 3  | 1 | 2 | 0 | 5  | 3  | +2 | 5 | Vòng đấu loại trực tiếp |
| 2  | Hoa Kỳ     | 3  | 1 | 1 | 1 | 5  | 3  | +2 | 4 | Vòng đấu loại trực tiếp |
| 3  | Trung Quốc | 3  | 1 | 1 | 1 | 1  | 1  | 0  | 4 | Vòng đấu loại trực tiếp |
| 4  | Chile      | 3  | 1 | 0 | 2 | 4  | 8  | −4 | 3 |                         |

| Hoa Kỳ | 0–1        | Trung Quốc |
| ------ | ---------- | ---------- |
|        | (Chi tiết) | Qu Bo 50'  |

| Chile                    | 2–4        | Ukraina                                            |
| ------------------------ | ---------- | -------------------------------------------------- |
| Millar 38' · Pardo 90+2' | (Chi tiết) | Byelik 14', 50' · Oyarzún 36' (l.n.) · Valeyev 78' |

| Ukraina | 0–0        | Trung Quốc |
| ------- | ---------- | ---------- |
|         | (Chi tiết) |            |

| Chile      | 1–4        | Hoa Kỳ                                   |
| ---------- | ---------- | ---------------------------------------- |
| Valdés 28' | (Chi tiết) | Beasley 6', 40' · Davis 69' · Buddle 75' |

| Hoa Kỳ    | 1–1        | Ukraina    |
| --------- | ---------- | ---------- |
| Arena 39' | (Chi tiết) | Stoyan 89' |

| Trung Quốc | 0–1        | Chile       |
| ---------- | ---------- | ----------- |
|            | (Chi tiết) | Berrios 87' |

### Bảng D
| VT | Đội          | ST | T | H | B | BT | BB | HS | Đ | Giành quyền tham dự     |
| -- | ------------ | -- | - | - | - | -- | -- | -- | - | ----------------------- |
| 1  | Angola       | 3  | 1 | 2 | 0 | 3  | 2  | +1 | 5 | Vòng đấu loại trực tiếp |
| 2  | Cộng hòa Séc | 3  | 1 | 1 | 1 | 3  | 3  | 0  | 4 | Vòng đấu loại trực tiếp |
| 3  | Úc           | 3  | 1 | 1 | 1 | 3  | 4  | −1 | 4 | Vòng đấu loại trực tiếp |
| 4  | Nhật Bản     | 3  | 1 | 0 | 2 | 4  | 4  | 0  | 3 |                         |

| Angola | 0–0        | Cộng hòa Séc |
| ------ | ---------- | ------------ |
|        | (Chi tiết) |              |

| Nhật Bản | 0–2        | Úc                            |
| -------- | ---------- | ----------------------------- |
|          | (Chi tiết) | Haneda 59' (l.n.) · Owens 69' |

| Úc | 0–3        | Cộng hòa Séc                    |
| -- | ---------- | ------------------------------- |
|    | (Chi tiết) | Musil 27' · Jun 30' · Macek 47' |

| Nhật Bản   | 1–2        | Angola                  |
| ---------- | ---------- | ----------------------- |
| Yamase 61' | (Chi tiết) | Mendonça 9' · Rasca 81' |

| Angola        | 1–1        | Úc                |
| ------------- | ---------- | ----------------- |
| Mantorras 12' | (Chi tiết) | Owens 82' (ph.đ.) |

| Cộng hòa Séc | 0–3        | Nhật Bản                               |
| ------------ | ---------- | -------------------------------------- |
|              | (Chi tiết) | Morisaki 74' · Yamase 80' · Tahara 87' |

### Bảng E
| VT | Đội        | ST | T | H | B | BT | BB | HS | Đ | Giành quyền tham dự     |
| -- | ---------- | -- | - | - | - | -- | -- | -- | - | ----------------------- |
| 1  | Costa Rica | 3  | 3 | 0 | 0 | 7  | 2  | +5 | 9 | Vòng đấu loại trực tiếp |
| 2  | Ecuador    | 3  | 1 | 1 | 1 | 3  | 3  | 0  | 4 | Vòng đấu loại trực tiếp |
| 3  | Hà Lan     | 3  | 1 | 1 | 1 | 5  | 6  | −1 | 4 | Vòng đấu loại trực tiếp |
| 4  | Ethiopia   | 3  | 0 | 0 | 3 | 4  | 8  | −4 | 0 |                         |

| Ecuador               | 2–1        | Ethiopia       |
| --------------------- | ---------- | -------------- |
| Miña 25' · Guagua 63' | (Chi tiết) | Andargachew 4' |

| Hà Lan    | 1–3        | Costa Rica                   |
| --------- | ---------- | ---------------------------- |
| Hersi 63' | (Chi tiết) | Montero 38' · Parks 48', 54' |

| Costa Rica                | 3–1        | Ethiopia       |
| ------------------------- | ---------- | -------------- |
| Parks 8', 49' · Scott 61' | (Chi tiết) | Yordanos 90+2' |

| Ecuador    | 1–1        | Hà Lan    |
| ---------- | ---------- | --------- |
| Vargas 85' | (Chi tiết) | Colin 21' |

| Ecuador | 0–1        | Costa Rica           |
| ------- | ---------- | -------------------- |
|         | (Chi tiết) | Carlos Hernández 85' |

| Ethiopia                              | 2–3        | Hà Lan                               |
| ------------------------------------- | ---------- | ------------------------------------ |
| Zewdu 52' (ph.đ.) · Andargachew 90+2' | (Chi tiết) | Kolk 22' · Hersi 41' · Huntelaar 78' |

### Bảng F
| VT | Đội      | ST | T | H | B | BT | BB | HS | Đ | Giành quyền tham dự     |
| -- | -------- | -- | - | - | - | -- | -- | -- | - | ----------------------- |
| 1  | Ghana    | 3  | 2 | 1 | 0 | 3  | 1  | +2 | 7 | Vòng đấu loại trực tiếp |
| 2  | Pháp     | 3  | 1 | 2 | 0 | 7  | 2  | +5 | 5 | Vòng đấu loại trực tiếp |
| 3  | Paraguay | 3  | 1 | 1 | 1 | 5  | 4  | +1 | 4 | Vòng đấu loại trực tiếp |
| 4  | Iran     | 3  | 0 | 0 | 3 | 0  | 8  | −8 | 0 |                         |

| Ghana                    | 2–1        | Paraguay   |
| ------------------------ | ---------- | ---------- |
| Essien 58' · Boateng 63' | (Chi tiết) | Guzmán 69' |

| Pháp                                         | 5–0        | Iran |
| -------------------------------------------- | ---------- | ---- |
| Bugnet 59' · Mexès 62' · Cissé 66', 87', 90' | (Chi tiết) |      |

| Pháp                   | 2–2        | Paraguay                |
| ---------------------- | ---------- | ----------------------- |
| Bugnet 10' · Cissé 48' | (Chi tiết) | Fretes 53' · Devaca 72' |

| Iran | 0–1        | Ghana       |
| ---- | ---------- | ----------- |
|      | (Chi tiết) | Boateng 44' |

| Ghana | 0–0        | Pháp |
| ----- | ---------- | ---- |
|       | (Chi tiết) |      |

| Paraguay                   | 2–0        | Iran |
| -------------------------- | ---------- | ---- |
| González 72' · Giménez 89' | (Chi tiết) |      |

### Xếp hạng các đội xếp thứ ba
| VT | Bg | Đội        | ST | T | H | B | BT | BB | HS | Đ | Giành quyền tham dự     |
| -- | -- | ---------- | -- | - | - | - | -- | -- | -- | - | ----------------------- |
| 1  | F  | Paraguay   | 3  | 1 | 1 | 1 | 5  | 4  | +1 | 4 | Vòng đấu loại trực tiếp |
| 2  | C  | Trung Quốc | 3  | 1 | 1 | 1 | 1  | 1  | 0  | 4 | Vòng đấu loại trực tiếp |
| 3  | E  | Hà Lan     | 3  | 1 | 1 | 1 | 5  | 6  | −1 | 4 | Vòng đấu loại trực tiếp |
| 4  | D  | Úc         | 3  | 1 | 1 | 1 | 3  | 4  | −1 | 4 | Vòng đấu loại trực tiếp |
| 5  | A  | Phần Lan   | 3  | 1 | 0 | 2 | 2  | 4  | −2 | 3 |                         |
| 6  | B  | Iraq       | 3  | 1 | 0 | 2 | 5  | 9  | −4 | 3 |                         |

## Vòng đấu loại trực tiếp

### Sơ đồ
|  | Round of 16                | Round of 16         |                          |   | Tứ kết        | Tứ kết        |                          |                          | Bán kết | Bán kết |  |  | Chung kết | Chung kết |
|  |                            |                     |                          |   |               |               |                          |                          |         |         |  |  |           |           |
|  | 27 tháng 6 – Buenos Aires  |                     |                          |   |               |               |                          |                          |         |         |  |  |           |           |
|  |                            |                     |                          |   |               |               |                          |                          |         |         |  |  |           |           |
|  | Argentina                  | 2                   |                          |   |               |               |                          |                          |         |         |  |  |           |           |
|  | Argentina                  | 2                   | 1 tháng 7 – Buenos Aires |   |               |               |                          |                          |         |         |  |  |           |           |
|  | Trung Quốc                 | 1                   |                          |   |               |               |                          |                          |         |         |  |  |           |           |
|  | Trung Quốc                 | 1                   | Argentina                | 3 |               |               |                          |                          |         |         |  |  |           |           |
|  | 27 tháng 6 – Córdoba       |                     | Argentina                | 3 |               |               |                          |                          |         |         |  |  |           |           |
|  |                            | Pháp                | 1                        |   |               |               |                          |                          |         |         |  |  |           |           |
|  | Pháp                       | Pháp                | 1                        | 3 |               |               |                          |                          |         |         |  |  |           |           |
|  | Pháp                       |                     | 4 tháng 7 – Buenos Aires | 3 |               |               |                          |                          |         |         |  |  |           |           |
|  | Đức                        | 2                   |                          |   |               |               |                          |                          |         |         |  |  |           |           |
|  | Đức                        | 2                   | Argentina                | 5 |               |               |                          |                          |         |         |  |  |           |           |
|  | 28 tháng 6 – Salta         |                     | Argentina                | 5 |               |               |                          |                          |         |         |  |  |           |           |
|  |                            | Paraguay            | 0                        |   |               |               |                          |                          |         |         |  |  |           |           |
|  | Costa Rica                 | Paraguay            | 0                        | 1 |               |               |                          |                          |         |         |  |  |           |           |
|  | Costa Rica                 | 1 tháng 7 – Mendoza |                          | 1 |               |               |                          |                          |         |         |  |  |           |           |
|  | Cộng hòa Séc               | 2                   |                          |   |               |               |                          |                          |         |         |  |  |           |           |
|  | Cộng hòa Séc               | 2                   | Cộng hòa Séc             | 0 |               |               |                          |                          |         |         |  |  |           |           |
|  | 28 tháng 6 – Mendoza       |                     | Cộng hòa Séc             | 0 |               |               |                          |                          |         |         |  |  |           |           |
|  |                            | Paraguay            | 1                        |   |               |               |                          |                          |         |         |  |  |           |           |
|  | Ukraina                    | Paraguay            | 1                        | 1 |               |               |                          |                          |         |         |  |  |           |           |
|  | Ukraina                    |                     | 8 tháng 7 – Buenos Aires | 1 |               |               |                          |                          |         |         |  |  |           |           |
|  | Paraguay                   | 2                   |                          |   |               |               |                          |                          |         |         |  |  |           |           |
|  | Paraguay                   | 2                   | Argentina                | 3 |               |               |                          |                          |         |         |  |  |           |           |
|  | 28 tháng 6 – Rosario       |                     | Argentina                | 3 |               |               |                          |                          |         |         |  |  |           |           |
|  |                            | Ghana               | 0                        |   |               |               |                          |                          |         |         |  |  |           |           |
|  | Angola                     | Ghana               | 0                        | 0 |               |               |                          |                          |         |         |  |  |           |           |
|  | Angola                     | 1 tháng 7 – Rosario |                          | 0 |               |               |                          |                          |         |         |  |  |           |           |
|  | Hà Lan                     | 2                   |                          |   |               |               |                          |                          |         |         |  |  |           |           |
|  | Hà Lan                     | 2                   | Hà Lan                   | 1 |               |               |                          |                          |         |         |  |  |           |           |
|  | 27 tháng 6 – Buenos Aires  |                     | Hà Lan                   | 1 |               |               |                          |                          |         |         |  |  |           |           |
|  |                            | Ai Cập              | 2                        |   |               |               |                          |                          |         |         |  |  |           |           |
|  | Hoa Kỳ                     | Ai Cập              | 2                        | 0 |               |               |                          |                          |         |         |  |  |           |           |
|  | Hoa Kỳ                     |                     | 4 tháng 7 – Córdoba      | 0 |               |               |                          |                          |         |         |  |  |           |           |
|  | Ai Cập                     | 2                   |                          |   |               |               |                          |                          |         |         |  |  |           |           |
|  | Ai Cập                     | 2                   | Ai Cập                   | 0 |               |               |                          |                          |         |         |  |  |           |           |
|  | 28 tháng 6 – Mar del Plata |                     | Ai Cập                   | 0 |               |               |                          |                          |         |         |  |  |           |           |
|  |                            | Ghana               | 2                        |   | Tranh hạng ba | Tranh hạng ba |                          |                          |         |         |  |  |           |           |
|  | Ghana                      | Ghana               | 2                        | 1 | Tranh hạng ba | Tranh hạng ba |                          |                          |         |         |  |  |           |           |
|  | Ghana                      | 1 tháng 7 – Córdoba | 1 tháng 7 – Córdoba      | 1 |               |               | 8 tháng 7 – Buenos Aires | 8 tháng 7 – Buenos Aires |         |         |  |  |           |           |
|  | Ecuador                    | 1 tháng 7 – Córdoba | 1 tháng 7 – Córdoba      | 0 |               |               | 8 tháng 7 – Buenos Aires | 8 tháng 7 – Buenos Aires |         |         |  |  |           |           |
|  | Ecuador                    | Ghana (aet)         | 2                        | 0 | Paraguay      | 0             |                          |                          |         |         |  |  |           |           |
|  | 27 tháng 6 – Córdoba       | Ghana (aet)         | 2                        |   | Paraguay      | 0             |                          |                          |         |         |  |  |           |           |
|  |                            | Brasil              | 1                        |   | Ai Cập        | 1             |                          |                          |         |         |  |  |           |           |
|  | Brasil                     | Brasil              | 1                        | 4 | Ai Cập        | 1             |                          |                          |         |         |  |  |           |           |
|  | Brasil                     |                     |                          | 4 |               |               |                          |                          |         |         |  |  |           |           |
|  | Úc                         | 0                   |                          |   |               |               |                          |                          |         |         |  |  |           |           |
|  | Úc                         | 0                   |                          |   |               |               |                          |                          |         |         |  |  |           |           |

### Vòng 16 đội
| Hoa Kỳ | 0–2        | Ai Cập                           |
| ------ | ---------- | -------------------------------- |
|        | (Chi tiết) | Riad 76' (ph.đ.) · El Yamani 88' |

| Pháp                                 | 3–2        | Đức                      |
| ------------------------------------ | ---------- | ------------------------ |
| Cissé 34' (ph.đ.), 90+3' · Mendy 41' | (Chi tiết) | Auer 19' · Burkhardt 78' |

| Argentina                    | 2–1        | Trung Quốc |
| ---------------------------- | ---------- | ---------- |
| Rodríguez 4' · Domínguez 79' | (Chi tiết) | Qu Bo 55'  |

| Brasil                                          | 4–0        | Úc |
| ----------------------------------------------- | ---------- | -- |
| Adriano 27', 66' · Kaká 53' · Eduardo Costa 74' | (Chi tiết) |    |

| Ukraina    | 1–2        | Paraguay                   |
| ---------- | ---------- | -------------------------- |
| Bielyk 90' | (Chi tiết) | Benítez 19' · González 43' |

| Costa Rica | 1–2        | Cộng hòa Séc        |
| ---------- | ---------- | ------------------- |
| Scott 24'  | (Chi tiết) | Musil 21' · Jun 71' |

| Angola | 0–2        | Hà Lan                       |
| ------ | ---------- | ---------------------------- |
|        | (Chi tiết) | Mustapha 52' · Huntelaar 86' |

| Ghana      | 1–0        | Ecuador |
| ---------- | ---------- | ------- |
| Mensah 37' | (Chi tiết) |         |

### Tứ kết
| Argentina                      | 3–1        | Pháp      |
| ------------------------------ | ---------- | --------- |
| Saviola 5', 45+1' (ph.đ.), 83' | (Chi tiết) | Mexès 44' |

| Cộng hòa Séc | 0–1        | Paraguay    |
| ------------ | ---------- | ----------- |
|              | (Chi tiết) | Salcedo 31' |

| Ghana                        | 2–1 (s.h.p.) | Brasil      |
| ---------------------------- | ------------ | ----------- |
| Abdul Razak 80' · Mensah 93' | (Chi tiết)   | Adriano 44' |

| Hà Lan            | 1–2        | Ai Cập                   |
| ----------------- | ---------- | ------------------------ |
| Van der Vaart 33' | (Chi tiết) | Amin 47' · El Yamani 65' |

### Bán kết
| Ai Cập | 0–2        | Ghana                             |
| ------ | ---------- | --------------------------------- |
|        | (Chi tiết) | Inusah 83' · El Atrawy 88' (l.n.) |

| Argentina                                                         | 5–0        | Paraguay |
| ----------------------------------------------------------------- | ---------- | -------- |
| Saviola 18', 24' · Romagnoli 41' · D'Alessandro 52' · Herrera 70' | (Chi tiết) |          |

### Tranh hạng ba
| Paraguay | 0–1        | Ai Cập        |
| -------- | ---------- | ------------- |
|          | (Chi tiết) | El Yamani 64' |

### Chung kết
| Argentina                                | 3–0      | Ghana |
| ---------------------------------------- | -------- | ----- |
| Colotto 6' · Saviola 14' · Rodríguez 73' | Chi tiết |       |

| Argentina | Ghana |

| GK               | 18 | Germán Lux          |          |         |
| CB               | 4  | Mauro Cetto         |          |         |
| CB               | 2  | Nicolás Burdisso    |          |         |
| CB               | 13 | Diego Colotto       |          | Thay ra |
| DM               | 14 | Leonardo Ponzio     | Thẻ vàng |         |
| DM               | 5  | Nicolás Medina      |          | Thay ra |
| CM               | 3  | Julio Arca (c)      |          |         |
| AM               | 10 | Leandro Romagnoli   |          |         |
| AM               | 15 | Andrés D'Alessandro |          | Thay ra |
| CF               | 7  | Javier Saviola      |          |         |
| CF               | 11 | Maxi Rodríguez      |          |         |
| Dự bị:           |    |                     |          |         |
| DF               | 12 | Ariel Seltzer       |          | Vào sân |
| FW               | 16 | Mauro Rosales       |          | Vào sân |
| FW               | 9  | Esteban Herrera     |          | Vào sân |
| Huấn luyện viên: |    |                     |          |         |
| José Pekerman    |    |                     |          |         |

| GK               | 1  | Maxwell Banahene    |          |         |
| RB               | 15 | John Paintsil       |          |         |
| CB               | 14 | John Mensah         | Thẻ vàng |         |
| CB               | 5  | Patrick Villars     |          |         |
| LB               | 6  | Emmanuel Pappoe (c) |          |         |
| DM               | 4  | Michael Essien      |          |         |
| DM               | 10 | Derek Boateng       |          |         |
| CM               | 2  | Sulley Muntari      | Thẻ vàng |         |
| AM               | 9  | Razak Pimpong       |          | Thay ra |
| AM               | 16 | Kwaku Duah          |          | Thay ra |
| CF               | 8  | Ibrahim Abdul Razak |          |         |
| Dự bị:           |    |                     |          |         |
| FW               | 7  | Samuel Thompson     |          | Vào sân |
| FW               | 11 | Frank Osei          |          | Vào sân |
| Huấn luyện viên: |    |                     |          |         |
| Emmanuel Afranie |    |                     |          |         |

| GK               | 18 | Germán Lux          |          |         |
| CB               | 4  | Mauro Cetto         |          |         |
| CB               | 2  | Nicolás Burdisso    |          |         |
| CB               | 13 | Diego Colotto       |          | Thay ra |
| DM               | 14 | Leonardo Ponzio     | Thẻ vàng |         |
| DM               | 5  | Nicolás Medina      |          | Thay ra |
| CM               | 3  | Julio Arca (c)      |          |         |
| AM               | 10 | Leandro Romagnoli   |          |         |
| AM               | 15 | Andrés D'Alessandro |          | Thay ra |
| CF               | 7  | Javier Saviola      |          |         |
| CF               | 11 | Maxi Rodríguez      |          |         |
| Dự bị:           |    |                     |          |         |
| DF               | 12 | Ariel Seltzer       |          | Vào sân |
| FW               | 16 | Mauro Rosales       |          | Vào sân |
| FW               | 9  | Esteban Herrera     |          | Vào sân |
| Huấn luyện viên: |    |                     |          |         |
| José Pekerman    |    |                     |          |         |

| GK               | 1  | Maxwell Banahene    |          |         |
| RB               | 15 | John Paintsil       |          |         |
| CB               | 14 | John Mensah         | Thẻ vàng |         |
| CB               | 5  | Patrick Villars     |          |         |
| LB               | 6  | Emmanuel Pappoe (c) |          |         |
| DM               | 4  | Michael Essien      |          |         |
| DM               | 10 | Derek Boateng       |          |         |
| CM               | 2  | Sulley Muntari      | Thẻ vàng |         |
| AM               | 9  | Razak Pimpong       |          | Thay ra |
| AM               | 16 | Kwaku Duah          |          | Thay ra |
| CF               | 8  | Ibrahim Abdul Razak |          |         |
| Dự bị:           |    |                     |          |         |
| FW               | 7  | Samuel Thompson     |          | Vào sân |
| FW               | 11 | Frank Osei          |          | Vào sân |
| Huấn luyện viên: |    |                     |          |         |
| Emmanuel Afranie |    |                     |          |         |

## Vô địch
| Giải vô địch bóng đá trẻ thế giới 2001 |
| -------------------------------------- |
| · Argentina · Lần thứ 4                |

## Cầu thủ ghi bàn

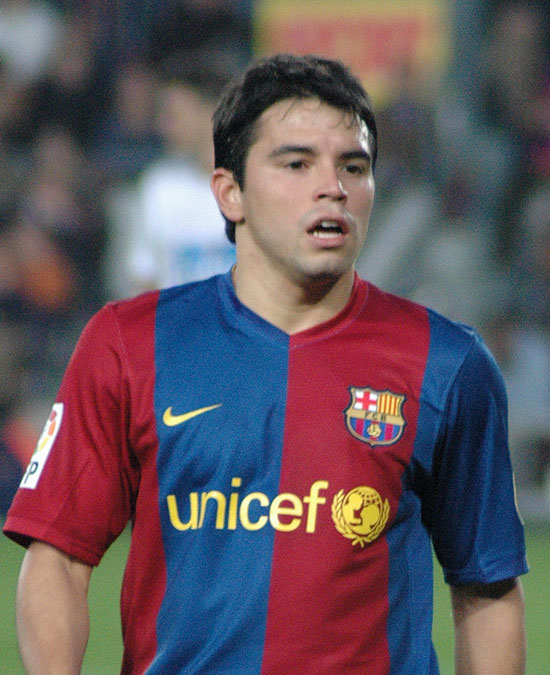
Javier Saviola, cầu thủ ghi nhiều bàn thắng nhất

11 bàn
- Javier Saviola

6 bàn
- Adriano
- Djibril Cissé

5 bàn
- Robert
- Benjamin Auer

4 bàn
- Maxi Rodríguez
- Winston Parks
- Mohamed El Yamani

3 bàn
- Esteban Herrera
- Oleksiy Byelik

2 bàn
- Fabricio Coloccini
- Andrés D'Alessandro
- Leandro Romagnoli
- Greg Owens
- Qu Bo
- Erick Scott
- Tomáš Jun
- Petr Musil
- Wael Riad
- Solomon Andargachew
- Hervé Bugnet
- Philippe Mexès
- Christoph Preuß
- Derek Boateng
- John Mensah
- Emad Mohammed
- Koji Yamase
- Youssouf Hersi
- Klaas-Jan Huntelaar
- Julio González
- DaMarcus Beasley

1 bàn
- Mantorras
- Mendonça
- Rasca
- Diego Colotto
- Alejandro Domínguez
- Eduardo Costa
- Fernando
- Kaká
- Pinga
- Mario Berrios
- Rodrigo Millar
- Sebastián Pardo
- Jaime Valdés
- Carlos Hernández
- Christian Montero
- Michal Macek
- Jorge Guagua
- Roberto Miña
- Jorge Vargas
- Hussein Amin
- Gamal Hamza
- Abay Yordanos
- Bekele Zewdu
- Daniel Sjölund
- Mika Väyrynen
- Bernard Mendy
- Thorsten Burkhardt
- Ibrahim Abdul Razak
- Michael Essien
- Abass Inusah
- Ammar Hanoosh
- Salah Al-Deen Siamand
- Fabian Dawkins
- Koji Morisaki
- Yutaka Tahara
- Jurgen Colin
- Santi Kolk
- Rahamat Mustapha
- Rafael van der Vaart
- Pedro Benítez
- José Devaca
- Walter Fretes
- Felipe Giménez
- Tomás Guzmán
- Santiago Salcedo
- Denis Stoyan
- Ruslan Valeyev
- Kenny Arena
- Edson Buddle
- Brad Davis

## Giải thưởng
| Chiếc giày vàng | Quả bóng vàng  | Giải phong cách FIFA |
| --------------- | -------------- | -------------------- |
| Javier Saviola  | Javier Saviola | Argentina            |

## Bảng xếp hạng giải đấu
| VT | Đội           | ST | T | H | B | BT | BB | HS  | Đ  | Chung cuộc            |
| -- | ------------- | -- | - | - | - | -- | -- | --- | -- | --------------------- |
| 1  | Argentina (H) | 7  | 7 | 0 | 0 | 27 | 4  | +23 | 21 | Vô địch               |
| 2  | Ghana         | 7  | 5 | 1 | 1 | 8  | 5  | +3  | 16 | Á quân                |
| 3  | Ai Cập        | 7  | 4 | 1 | 2 | 8  | 11 | −3  | 13 | Hạng ba               |
| 4  | Paraguay      | 7  | 3 | 1 | 3 | 8  | 11 | −3  | 10 | Hạng tư               |
|    |               |    |   |   |   |    |    |     |    |                       |
| 5  | Brasil        | 5  | 4 | 0 | 1 | 15 | 3  | +12 | 12 | Bị loại ở Tứ kết      |
| 6  | Pháp          | 5  | 2 | 2 | 1 | 11 | 7  | +4  | 8  | Bị loại ở Tứ kết      |
| 7  | Hà Lan        | 5  | 2 | 1 | 2 | 8  | 8  | 0   | 7  | Bị loại ở Tứ kết      |
| 8  | Cộng hòa Séc  | 5  | 2 | 1 | 2 | 5  | 5  | 0   | 7  | Bị loại ở Tứ kết      |
|    |               |    |   |   |   |    |    |     |    |                       |
| 9  | Costa Rica    | 4  | 3 | 0 | 1 | 8  | 4  | +4  | 9  | Bị loại ở Vòng 16 đội |
| 10 | Đức           | 4  | 2 | 0 | 2 | 9  | 6  | +3  | 6  | Bị loại ở Vòng 16 đội |
| 11 | Ukraina       | 4  | 1 | 2 | 1 | 6  | 5  | +1  | 5  | Bị loại ở Vòng 16 đội |
| 12 | Angola        | 4  | 1 | 2 | 1 | 3  | 4  | −1  | 5  | Bị loại ở Vòng 16 đội |
| 13 | Hoa Kỳ        | 4  | 1 | 1 | 2 | 5  | 5  | 0   | 4  | Bị loại ở Vòng 16 đội |
| 14 | Ecuador       | 4  | 1 | 1 | 2 | 3  | 4  | −1  | 4  | Bị loại ở Vòng 16 đội |
| 15 | Trung Quốc    | 4  | 1 | 1 | 2 | 2  | 3  | −1  | 4  | Bị loại ở Vòng 16 đội |
| 16 | Úc            | 4  | 1 | 1 | 2 | 3  | 8  | −5  | 4  | Bị loại ở Vòng 16 đội |
|    |               |    |   |   |   |    |    |     |    |                       |
| 17 | Nhật Bản      | 3  | 1 | 0 | 2 | 4  | 4  | 0   | 3  | Bị loại ở Vòng bảng   |
| 18 | Phần Lan      | 3  | 1 | 0 | 2 | 2  | 4  | −2  | 3  | Bị loại ở Vòng bảng   |
| 19 | Iraq          | 3  | 1 | 0 | 2 | 5  | 9  | −4  | 3  | Bị loại ở Vòng bảng   |
| 20 | Chile         | 3  | 1 | 0 | 2 | 4  | 8  | −4  | 3  | Bị loại ở Vòng bảng   |
| 21 | Jamaica       | 3  | 0 | 1 | 2 | 1  | 6  | −5  | 1  | Bị loại ở Vòng bảng   |
| 22 | Ethiopia      | 3  | 0 | 0 | 3 | 4  | 8  | −4  | 0  | Bị loại ở Vòng bảng   |
| 23 | Iran          | 3  | 0 | 0 | 3 | 0  | 8  | −8  | 0  | Bị loại ở Vòng bảng   |
| 24 | Canada        | 3  | 0 | 0 | 3 | 0  | 9  | −9  | 0  | Bị loại ở Vòng bảng   |